# Zanjón de la Aguada
El Zanjón de la Aguada es un cauce natural de agua, ahora canalizado, que recorre la ciudad de Santiago, la capital de Chile, en dirección oriente a poniente.

## Historia

### Época Colonial
En el siglo XVII el zanjón marcaba el límite sur de las Chacras coloniales de Ñuñoa, junto a la Hacienda del Chequén. 

### sigloXIX
En 1857 se inaugura el primer tramo del Longitudinal Sur que conectaba la estación Central de Santiago con estación San Bernardo, lo que incluyó la construcción de un puente ferroviario sobre el zanjón.
En 1864 el zanjón se desborda, llevando consigo un «gran número de ranchos».
Cerca de 1890 se construye el  puente ferroviario sobre el río, parte del ramal Santiago-Cartagena.

### sigloXX
Ya en 1957 las riberas se habían convertido en zonas de campamentos, vertederos de basura clandestinos y «callampas». Estas zonas fueron unos de los sectores más pobres de Santiago, donde eran comunes los focos de epidemias, accidentes, incendios y delincuencia. Hubo desbordes en el zanjón en 1920, 1982, 1986 y 1987.

### sigloXXIy actualidad
El zanjón se ha desbordado en 2000, 2001 y 2005.
Entre el 14 y el 15 de junio de 2000, el Zanjón de la Aguada se desbordó a la altura de la comuna de Cerrillos, inundando ambas calzadas de la Autopista del Sol entre el kilómetro 5 al 8.
En marzo de 2001 el zanjón se desbordó a la altura de la comuna de Maipú.
En julio de 2001 dos pobladores son rescatados desde las aguas del zanjón al caer ambos al afluente en la comuna de Estación Central.
En 2007 se presenta el proyecto «Parque Inundable Zanjón de la Aguada» (actualmente nombrado como Parque Intercomunal Víctor Jara) que fue construido entre 2013 y 2017. El parque tiene la funcionalidad de ser un área verde para la gente que habita las comunas de Macul, San Joaquín, San Miguel, Pedro Aguirre Cerda y Santiago, además de ser una infraestructura hidríca que sea capaz de controlar el caudal proveniente del zanjón que se pueda desbordar.
Por otra parte, se había anunciado en 2010 que existía la posibilidad de que la línea 6 del metro de Santiago tuviera un recorrido paralelo al zanjón, sin embargo esta idea fue desechada en 2011 para dar paso al actual trazado de la línea.
En julio de 2014, un grupo de especialistas en transporte y urbanismo (incluido el exministro Pedro Pablo Errázuriz) propuso una nueva línea para el Metro de Santiago por el eje Zanjón de la Aguada-La Florida entre la estación Bio-Bío y la comuna de La Florida.
Con el anuncio de la construcción del Metrotren Melipilla en 2019, se procederá a la construcción de la estación Central 2, la cual estará a metros de la ribera del río.
Un frente de fuertes lluvias que afectó a la región metropolitana durante finales de junio de 2020 llevó a que el caudal del zanjón aumentase de forma considerable, amenazando con su desborde.

## Recorrido
Este canal, junto al Las Perdices, toma las aguas de la Quebrada de Macul. En sus 27 km de recorrido, atraviesa las comunas de Macul, La Florida, San Joaquín, San Miguel, Pedro Aguirre Cerda, Santiago, Cerrillos, Estación Central y Maipú, antes de tributar sus aguas en el río Mapocho.
El zanjón, además, tiene como una rama el Canal Ortuzano, pequeño canal que atraviesa Cerrillos, Maipú, Pudahuel y Estación Central.